# Dúmá
Dúmá (arabsky: دوما) je město v Guvernorát Ríf Dimašq (doslova předměstí Damašku) vzdálené 10 km severovýchodně od centra syrského hlavního města Damašek. Město je také sídelním městem stejnojmenného okresu.

## Geografie
Dúmá je největším městem ležícím v sídelní kaši v oáze Ghúta, která z jihu a východu obklopuje Damašek. Kolem města Dúmá vede strategická dálnice M5 spojující Damašek se severem země a přes syrskou poušť a také s iráckým hlavním městem Bagdád.

## Historie
Od počátku syrské občanské války bylo město Dúmá jedním z center odporu proti vládě prezidenta Bašára Asada. V lednu 2012 Syrské ozbrojené síly obsadili město. Povstalecké síly však nad městem opětovně získaly kontrolu v říjnu 2012.
V dubnu 2013 oblehla Syrská armáda povstalci obsazená města ve východní Ghútě, čímž od potravin a lékařské pomoci odřízla kolem 400 tisíc lidí. V oblasti působilo několik povstaleckých skupin, které válčily i mezi sebou, například Džaiš al-Islam, Fajlak ar-Rahman nebo skupina Haját Tahrír aš-Šám, která je napojená na Al-Káidu a dříve se nazývala Fronta an-Nusra.

### Chemický útok v roce 2018
V březnu 2018 provládní síly obsadily většinu povstaleckých území ve východní Ghútě. Dúmá tak zůstala posledním povstaleckým městem v oblasti. Město ovládala koalice islamistických a salafistických jednotek Džaiš al-Islam. Na začátku dubna byly v Dúmá použity chemické zbraně. Při útoku zemřelo nejméně 34 lidí. Z chemického útoku koalice Džaiš al-Islam obvinila syrský režim. Dne 14. dubna 2018 USA, Británie a Francie vypálily 103 střel Tomahawk proti Sýrii jako odvetu za použití chemických zbraní vládními sílami prezidenta Asada.
6. července 2018 Organizace pro zákaz chemických zbraní vydala předběžnou zprávu o výsledcích testů, které byly provedeny ve dvou pověřených laboratořích. Laboratoř DL03 uvedla, že v testovaných vzorcích nenalezla chemikálie, které by byly relevantní z hlediska Úmluvy o chemických zbraních, případně takové, které by souvisely s nervově paralytickými látkami. Laboratoř DL02 uvedla, že nalezla různorodé chemické sloučeniny obsahující chlór (např. kyselinu trichloroctovou nebo chloralhydrát). Podle zprávy Organizace pro zákaz chemických zbraní lze prokázat že nejméně jeden vrtulník syrského letectva shodil na oblast obydlenou civilisty dvě tlakové nádoby s plynným chlórem. Jedna z nádrží se při dopadu roztrhla a jedovatý plyn zasáhl tamní obyvatele ve vysoké koncentraci. Druhá nádoba byla pádem méně poškozena a způsobila menší škody.